# ダーヴィト・フリートレンダー

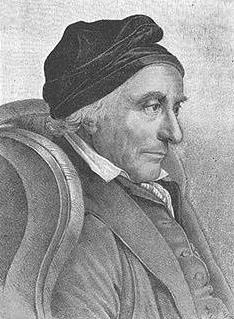
ダーヴィト・フリートレンダー

ダーヴィト・フリートレンダー（David Friedländer, 1750年12月6日 - 1834年12月25日）は、ドイツの文筆家・教育家で、ユダヤ人社会の指導者。
裕福なユダヤ人銀行家ダーニエル・イツィヒ（Daniel Itzig）の息子としてケーニヒスベルクに生まれる。1771年、ベルリンに定住した。モーゼス・メンデルスゾーンの友人・弟子・思想的後継者としてユダヤ人解放に尽力し、ベルリンのユダヤ人社会のみならずキリスト教徒からも信望が篤かった。
教育家としては1778年、ユダヤ人のフリースクールの創設に参加。また、この学校の生徒のために教科書を執筆した。ヘブライ語の祈祷書を初めてドイツ語に訳した一人でもある。